# Bramentakgalwesp
Diastrophus rubi is een vliesvleugelig insect uit de familie van de echte galwespen (Cynipidae). De wetenschappelijke naam van de soort is voor het eerst geldig gepubliceerd in 1834 door Bouché.

## Uiterlijk
Diastrophus rubi is een zeer klein onopvallend zwart glimmend wespje van maximaal 2,5 mm lengte met bruine pootjes en relatief grote geaderde vleugels. De wespjes veroorzaken langwerpige groene gallen op bramentakken van bijv. dauwbraam (Rubus caesius) en gewone braam (Rubus fruticosus).
De harde gallen kenmerken zich door een plaatselijke verdikking van de tak, ze kunnen in lengte variëren van 2 tot 15 cm en 10 tot 15 mm dik worden. Jonge gallen hebben nog een groene kleur maar oudere gallen worden grijswit en blijven aan de plant zitten waardoor ze vaker worden waargenomen. De gallen zijn dan doorzeefd met kleine uitkruipgaatjes.
Gallen van Bramentakgalwesp kunnen verward worden de gallen van de Frambozentakgalmug (Lasioptera rubi), die ook op braamstruiken voorkomen.
Deze laatste gallen zijn echter boller van vorm en minder lang. Bij de Bramentakgalwesp gallen sterft de stengel vaak na de gal af, bij de
frambozentakgalmug groeit deze achter de gal meestal normaal verder.

## Levenswijze
De kleine wespjes leggen hun eitjes in de stengel van braam soorten (Rubus). De soort kent 1 generatie en een gal kan tot 200 larven bevatten,
elk met een eigen galkamertje. De nieuwe gallen ontstaan eind juli, de wespen overwinteren als larve en verpoppen in het voorjaar. Bij het uitkruipen
zijn ze bedekt met een fijn wit stof, afkomstig uit hun individuele galkamers.